# سیارک ۲۰۵۳۵
سیارک ۲۰۵۳۵ (به انگلیسی: 20535 Marshburrows، نامگذاری:1999RV74) بیست هزار و پانصد و سی و پنجمین سیارک کشف شده‌است که در ۷ سپتامبر ۱۹۹۹ کشف شد.
قدر مطلق سیارک برابر ۱۲.۹ است.